# Inglewood (Califòrnia)
Inglewood és una ciutat dels Estats Units a l'estat de Califòrnia. Segons el cens del 2000 tenia 112.580 habitants.

## Demografia
Segons el cens del 2000, Inglewood tenia 112.580 habitants, 36.805 habitatges, i 25.837 famílies. La densitat de població era de 4.755,7 habitants/km².
Dels 36.805 habitatges en un 42,7% hi vivien nens de menys de 18 anys, en un 38,5% hi vivien parelles casades, en un 24,9% dones solteres, i en un 29,8% no eren unitats familiars. En el 25,3% dels habitatges hi vivien persones soles el 6,4% de les quals corresponia a persones de 65 anys o més que vivien soles. El nombre mitjà de persones vivint en cada habitatge era de 3,02 i el nombre mitjà de persones que vivien en cada família era de 3,63.
Per edats la població es repartia de la següent manera: un 32,4% tenia menys de 18 anys, un 10,2% entre 18 i 24, un 31,9% entre 25 i 44, un 18,5% de 45 a 60 i un 7,1% 65 anys o més.
L'edat mediana era de 30 anys. Per cada 100 dones de 18 o més anys hi havia 84,6 homes.
La renda mediana per habitatge era de 34.269 $ i la renda mediana per família de 36.541 $. Els homes tenien una renda mediana de 28.515 $ mentre que les dones 30.096 $. La renda per capita de la població era de 14.776 $. Entorn del 19,4% de les famílies i el 22,5% de la població estaven per davall del llindar de pobresa.

## Poblacions més properes
El següent diagrama mostra les poblacions més properes.

## Persones notables
- Esther Williams, actriu i nadadora.
- Becky G, cantant.